# إيما إف. لانغدون
إيما إف. لانغدون (بالإنجليزية: Emma F. Langdon) هي نقابية أمريكية، ولدت في 29 سبتمبر 1875 في تينيسي في الولايات المتحدة، وتوفيت في 30 نوفمبر 1937 في دنفر في الولايات المتحدة.